# Proscissio montana
Proscissio montana là một loài ruồi trong họ Tachinidae.